# La Guérinière
 La Guérinière  es una población y comuna francesa, en la región de Países del Loira, departamento de Vendée, en el distrito de Les Sables-d'Olonne y cantón de Noirmoutier-en-l'Île.

## Enlaces externos

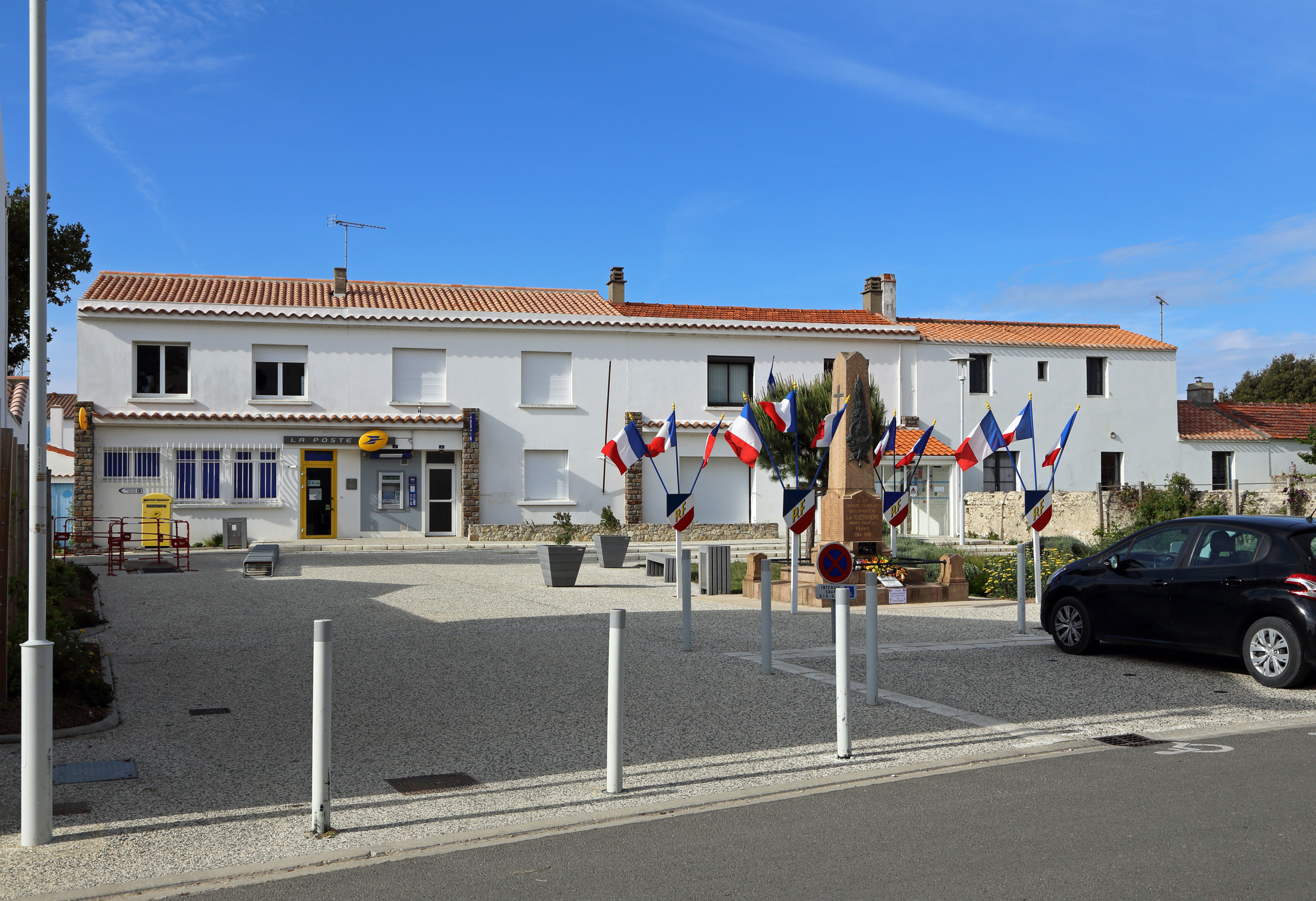
La Guérinière: Place de la Mairie (Plaza del Ayuntamiento)
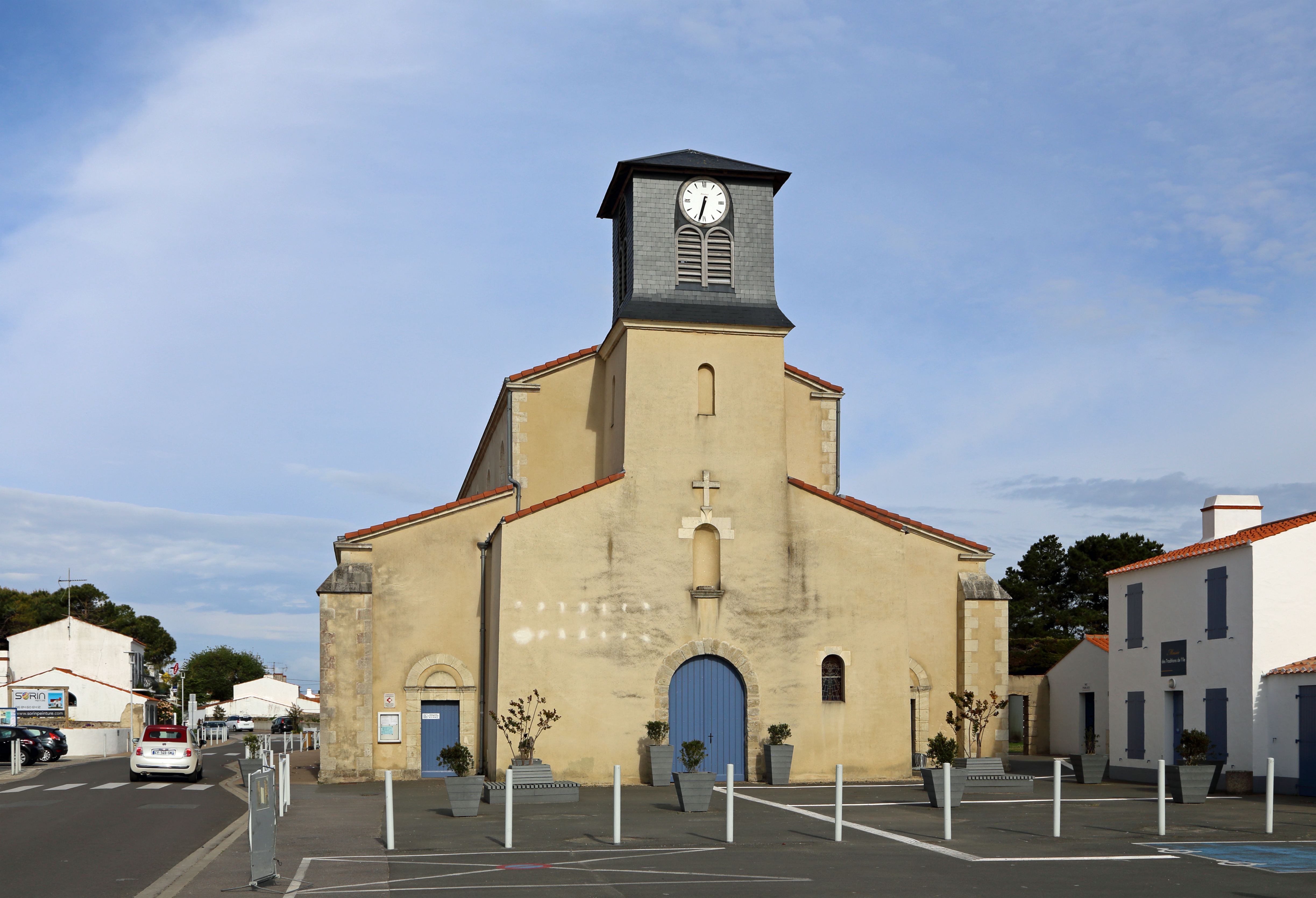
Iglesia parroquial Notre-Dame-de-Bon-Secours
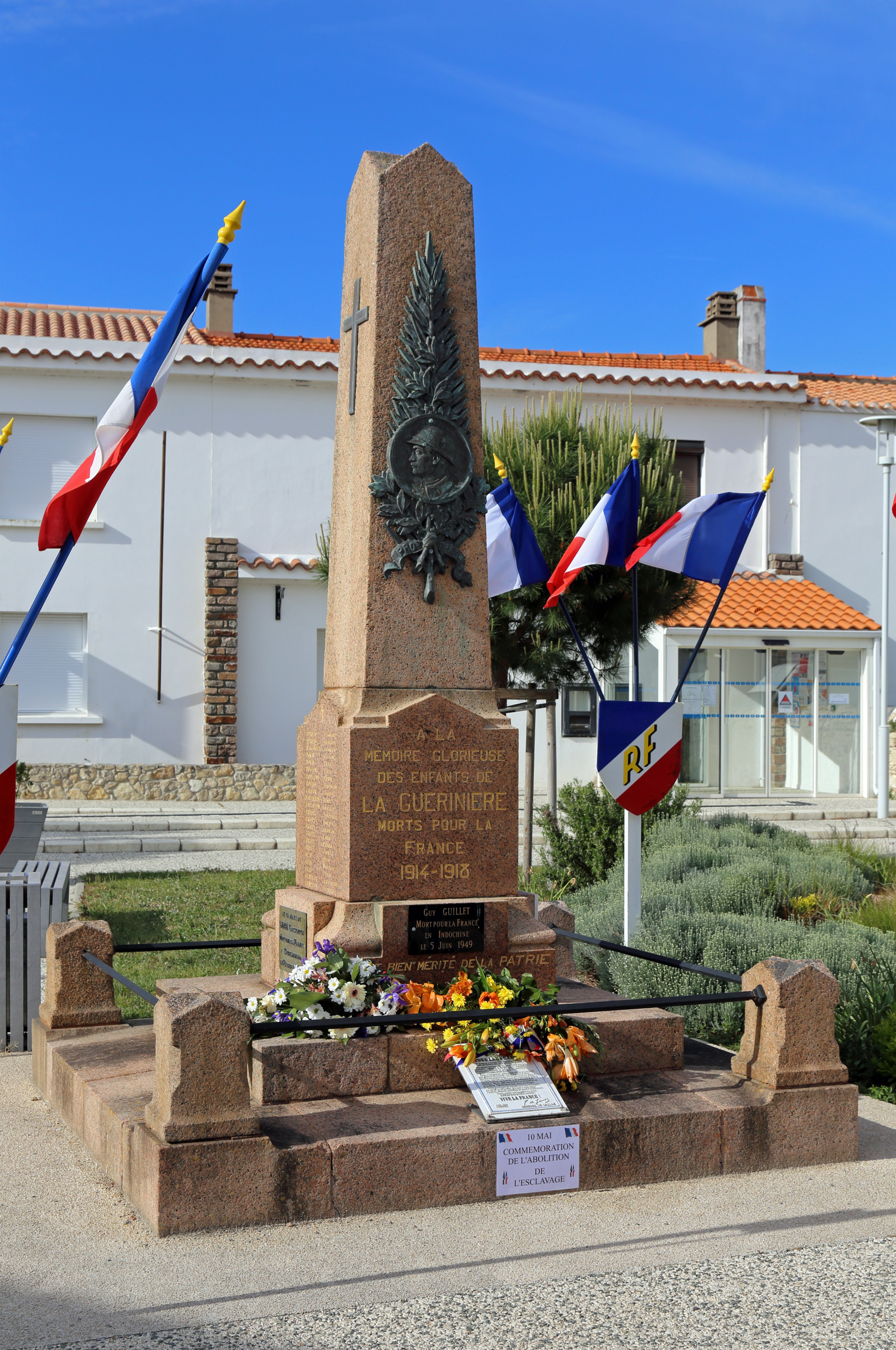
Monument aux Morts (monumento a los caídos de la Primera Guerra Mundial)
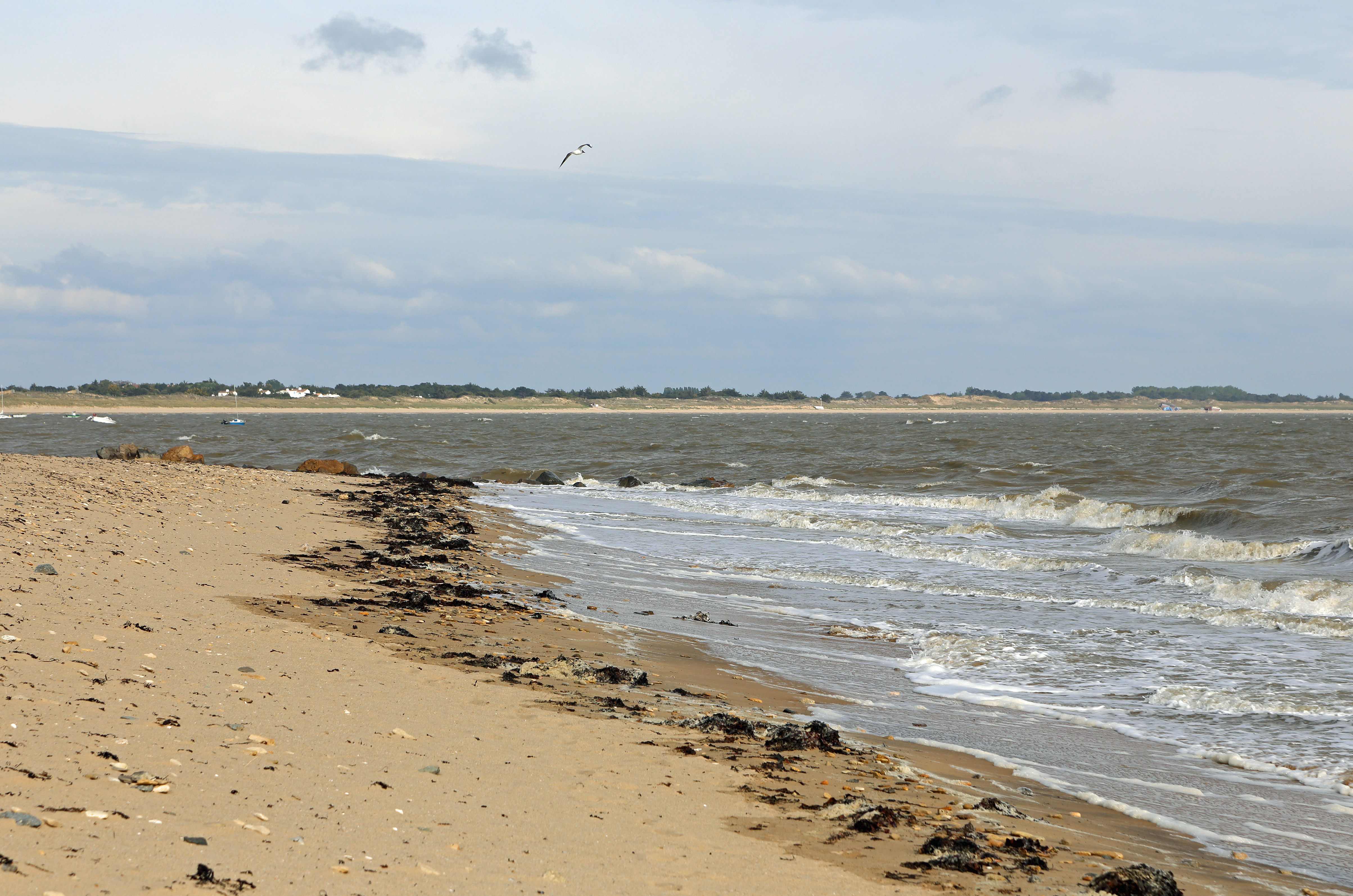
Playa
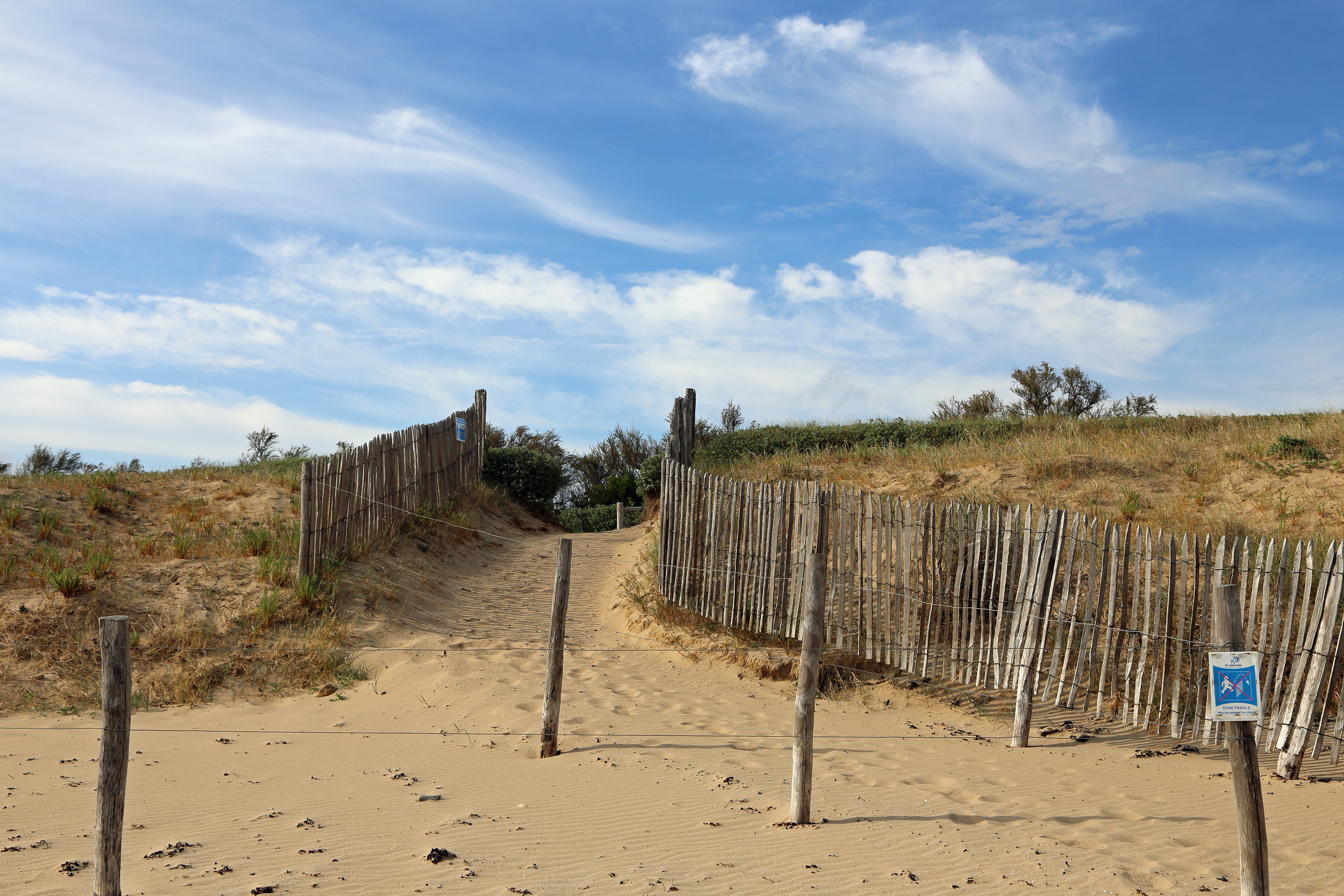
Playa

## Demografía
| 1295 | 1162 | 1312 | 1305 | 1402 | 1486 |
| Para los censos de 1962 a 1999 la población legal corresponde a la población sin duplicidades (Fuente: INSEE [Consultar]) |      |      |      |      |      |